# Astracán
Astracán (en ocasiones escrito como Astrakán o Astraján;  en ruso: А́страхань, romanizado: Ástrajan; en tártaro: Ästerxan) es una importante ciudad del sur de la Rusia europea y centro administrativo del óblast homónimo. Astracán es la principal base naval de la Flotilla del Caspio de la Armada de Rusia.

## Fonética del nombre

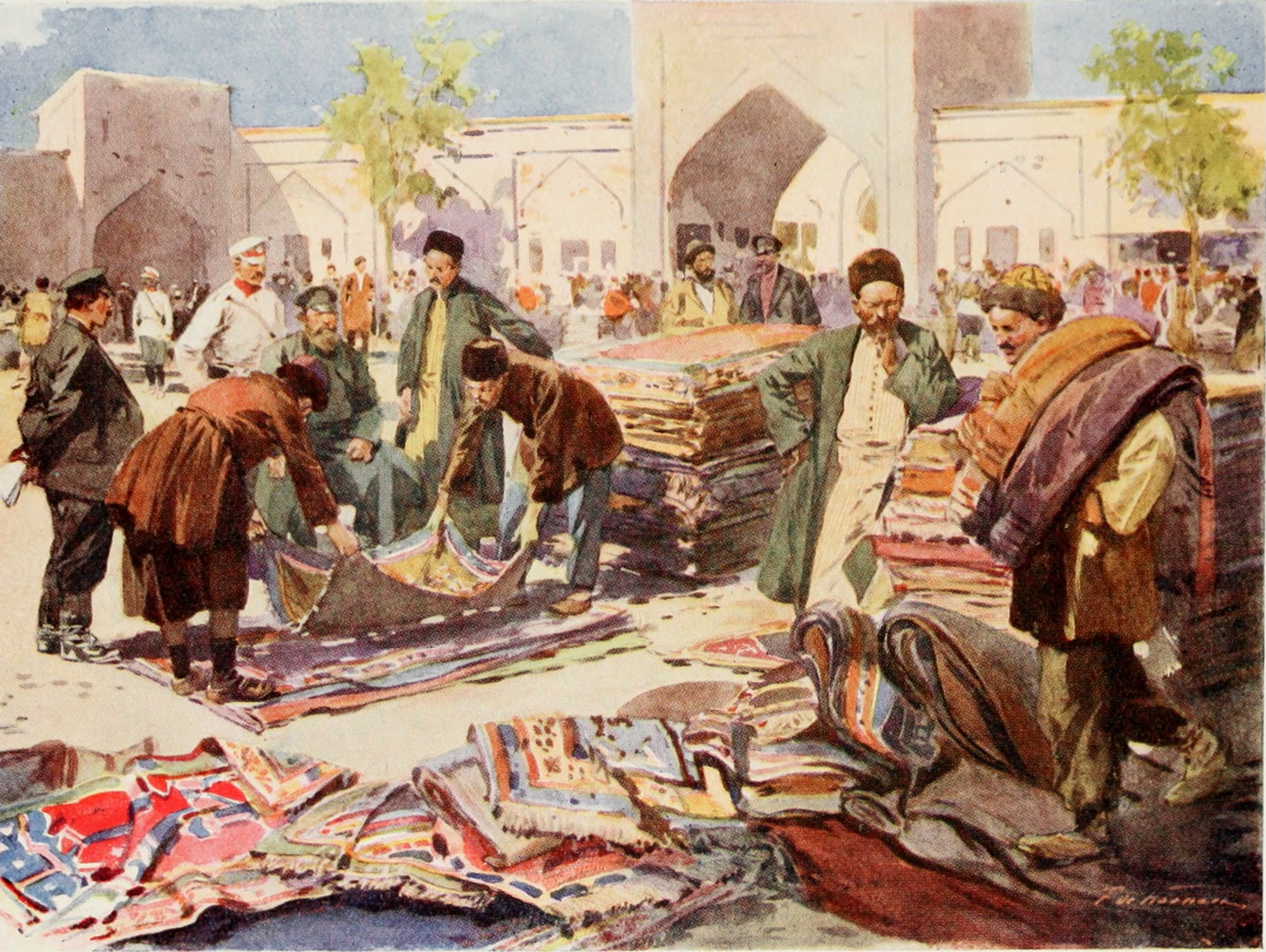
Feria de alfombras en Astracán, por Frédéric de Haenen.

En castellano la grafía tradicional es «Astracán», aunque no resulte una transcripción fiel del ruso. La transliteración de su nombre ruso al español moderno es «Ástrajan». En otras lenguas europeas, como el inglés o el francés, la ortografía más habitual es «Astrakhan», ya que en estos idiomas no existe el sonido "j" /χ/, y se representa con kh, que tiene valor fonético aproximado de la /χ/ rusa en esas lenguas, pero no en castellano.

## Historia
En Astracán hay un kremlin (ciudadela) construido hacia 1580, una catedral de principios del siglo XVIII, y una universidad. La ciudad fue fundada probablemente en el siglo XII, en época de las dinastías mongolas siendo un kanato independiente hasta que en 1556 Iván el Terrible la conquistó, abriendo todo el Volga al tráfico de mercancías rusas, lo que convirtió la ciudad en un importante centro comercial. Sirvió a Pedro I como base en la guerra ruso-persa (1722-1723).

## Geografía
La ciudad se encuentra a orillas del río Volga, cerca de su desembocadura en el mar Caspio. Se calcula que su población, en 2004 era de 502 800 habitantes. La ciudad se asienta sobre once islas, ocupando una superficie de 500 km², y se divide en cuatro distritos.

### Mapas

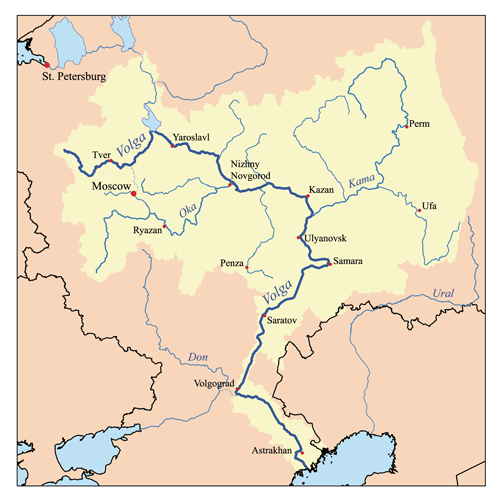
Astracán en un mapa del Volga
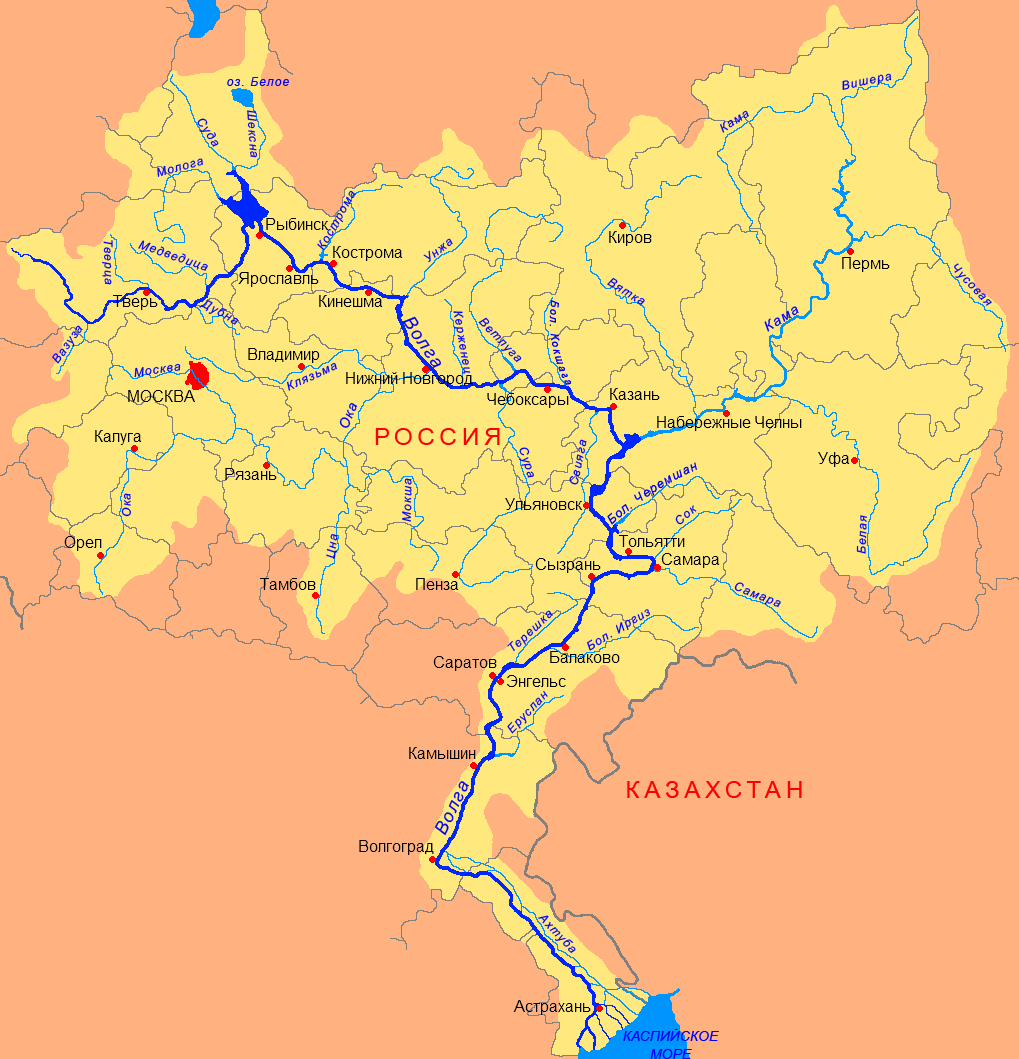
Astracán (А́страхань) en un mapa ruso del Volga
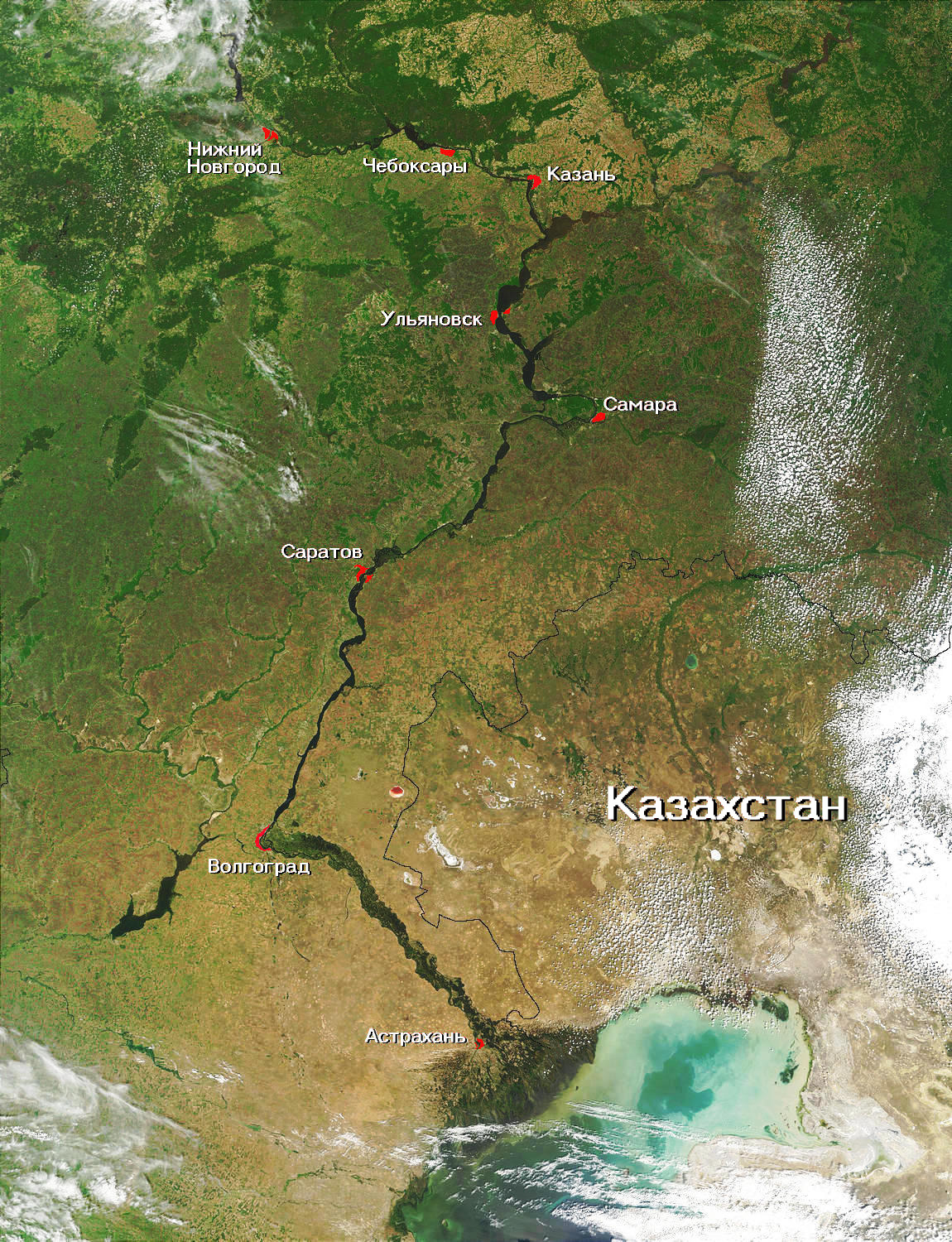
Astracán (А́страхань) en una imagen satelital

### Clima
Astracán presenta un clima semiárido continental o "araliano" templado, con inviernos fríos y veranos calurosos. Es una de las ciudades más secas de Europa. Las precipitaciones son escasas pero se distribuyen de manera relativamente uniforme a lo largo del año con, sin embargo, más precipitaciones (58 %) en la estación cálida (seis meses más calurosos del año), lo que determina el tipo "Aralian" (a diferencia del "Turkmenon" "tipo, con la estación húmeda durante los meses fríos) 
a ciudad presenta una temperatura promedio en enero de -5 °C y en julio de 38 °C, y una precipitación anual promedio de 230 mm.
| Parámetros climáticos promedio de Astracán (1991-2020) | Parámetros climáticos promedio de Astracán (1991-2020) | Parámetros climáticos promedio de Astracán (1991-2020) | Parámetros climáticos promedio de Astracán (1991-2020) | Parámetros climáticos promedio de Astracán (1991-2020) | Parámetros climáticos promedio de Astracán (1991-2020) | Parámetros climáticos promedio de Astracán (1991-2020) | Parámetros climáticos promedio de Astracán (1991-2020) | Parámetros climáticos promedio de Astracán (1991-2020) | Parámetros climáticos promedio de Astracán (1991-2020) | Parámetros climáticos promedio de Astracán (1991-2020) | Parámetros climáticos promedio de Astracán (1991-2020) | Parámetros climáticos promedio de Astracán (1991-2020) | Parámetros climáticos promedio de Astracán (1991-2020) |
| Mes                                                    | Ene.                                                   | Feb.                                                   | Mar.                                                   | Abr.                                                   | May.                                                   | Jun.                                                   | Jul.                                                   | Ago.                                                   | Sep.                                                   | Oct.                                                   | Nov.                                                   | Dic.                                                   | Anual                                                  |
| ------------------------------------------------------ | ------------------------------------------------------ | ------------------------------------------------------ | ------------------------------------------------------ | ------------------------------------------------------ | ------------------------------------------------------ | ------------------------------------------------------ | ------------------------------------------------------ | ------------------------------------------------------ | ------------------------------------------------------ | ------------------------------------------------------ | ------------------------------------------------------ | ------------------------------------------------------ | ------------------------------------------------------ |
| Temp. máx. abs. (°C)                                   | 14.0                                                   | 17.1                                                   | 24.0                                                   | 32.0                                                   | 36.8                                                   | 40.6                                                   | 41.0                                                   | 40.8                                                   | 38.0                                                   | 29.9                                                   | 21.6                                                   | 16.4                                                   | 41.0                                                   |
| Temp. máx. media (°C)                                  | -0.1                                                   | 1.5                                                    | 8.8                                                    | 17.6                                                   | 24.7                                                   | 30.1                                                   | 32.6                                                   | 31.4                                                   | 24.6                                                   | 16.8                                                   | 7.3                                                    | 1.3                                                    | 16.4                                                   |
| Temp. media (°C)                                       | -3.6                                                   | -3.0                                                   | 3.2                                                    | 11.3                                                   | 18.5                                                   | 23.8                                                   | 26.1                                                   | 24.6                                                   | 18.0                                                   | 10.9                                                   | 3.1                                                    | -1.8                                                   | 10.9                                                   |
| Temp. mín. media (°C)                                  | -6.5                                                   | -6.5                                                   | -1.0                                                   | 5.9                                                    | 12.7                                                   | 17.7                                                   | 19.9                                                   | 18.3                                                   | 12.5                                                   | 6.3                                                    | -0.1                                                   | -4.5                                                   | 6.2                                                    |
| Temp. mín. abs. (°C)                                   | -31.8                                                  | -33.6                                                  | -26.9                                                  | -8.9                                                   | -1.1                                                   | 5.4                                                    | 10.1                                                   | 6.1                                                    | -2.0                                                   | -10.5                                                  | -25.8                                                  | -29.9                                                  | -33.6                                                  |
| Precipitación total (mm)                               | 15                                                     | 12                                                     | 17                                                     | 25                                                     | 28                                                     | 25                                                     | 22                                                     | 17                                                     | 16                                                     | 19                                                     | 17                                                     | 18                                                     | 231                                                    |
| Nevadas (cm)                                           | 2                                                      | 2                                                      | 1                                                      | 0                                                      | 0                                                      | 0                                                      | 0                                                      | 0                                                      | 0                                                      | 0                                                      | 0                                                      | 1                                                      | 6                                                      |
| Días de lluvias (≥ 1 mm)                               | 8                                                      | 6                                                      | 7                                                      | 11                                                     | 12                                                     | 11                                                     | 10                                                     | 9                                                      | 9                                                      | 9                                                      | 12                                                     | 10                                                     | 114                                                    |
| Días de nevadas (≥ 1 mm)                               | 14                                                     | 12                                                     | 7                                                      | 0.4                                                    | 0                                                      | 0                                                      | 0                                                      | 0                                                      | 0                                                      | 0                                                      | 6                                                      | 12                                                     | 51.4                                                   |
| Horas de sol                                           | 87                                                     | 106                                                    | 163                                                    | 226                                                    | 293                                                    | 316                                                    | 332                                                    | 309                                                    | 252                                                    | 181                                                    | 84                                                     | 58                                                     | 2407                                                   |
| Humedad relativa (%)                                   | 84                                                     | 80                                                     | 73                                                     | 63                                                     | 61                                                     | 58                                                     | 58                                                     | 59                                                     | 66                                                     | 74                                                     | 83                                                     | 86                                                     | 70.4                                                   |
| Fuente n.º 1: Погода и климат                          |                                                        |                                                        |                                                        |                                                        |                                                        |                                                        |                                                        |                                                        |                                                        |                                                        |                                                        |                                                        |                                                        |
| Fuente n.º 2: NOAA (Horas de sol, 1961-1990)           |                                                        |                                                        |                                                        |                                                        |                                                        |                                                        |                                                        |                                                        |                                                        |                                                        |                                                        |                                                        |                                                        |

## Economía
Esta ciudad es un importante puerto pese a estar bloqueada por el hielo cuatro meses al año, y los petroleros exportan desde ella el crudo que se produce en la región del Gran Bakú. Entre sus industrias se cuentan las de tratamiento de pescado, pieles y elaboración de zapatos.

## Deportes
La ciudad es sede del club de fútbol FC Volgar-Gazprom Astracán, que hace de local en el Estadio Central de Astracán.

## Ciudades hermanadas
- Rasht (Irán)
- Sarí (Irán)
- Ahmedabad (India)
- Atyrau (Kazajistán)
- Islamabad (Pakistán)
- Brest (Bielorrusia)
- Liubliana (Eslovenia)
- Grand-Popo (Benín)